# Antonieae
Antonieae, tribus biljaka iz porodice loganijeki. Obuhvaća 4 roda sa 14 vrsta u tropskim krajevima Južne Amerike (Bonyunia i Antonia), Afrike (Usteria) i Azije (Norrisia).
Tribus je opisan 1829. godine.

## Rodovi
1. Antonia Pohl (1 sp.)
2. Bonyunia M. R. Schomb. ex Progel (10 spp.)
3. Usteria Willd. (1 sp.)
4. Norrisia Gardner (2 spp.)